# Agelanthus pungu
Agelanthus pungu är en tvåhjärtbladig växtart som först beskrevs av De Wild., och fick sitt nu gällande namn av R.M. Polhill & D. Wiens. Agelanthus pungu ingår i släktet Agelanthus och familjen Loranthaceae. Inga underarter finns listade i Catalogue of Life.